# Admapu (organización)
Admapu, también escrito como Ad Mapu o Ad-Mapu, es una organización mapuche fundada en 1978. Tuvo su mayor nivel de actividad durante la dictadura de Augusto Pinochet, y participó posteriormente en los acuerdos de la Transición a la democracia que llevaron a la promulgación de la Ley Indígena de 1993.
Durante su existencia ha sufrido de numerosas escisiones, entre las que se cuenta el surgimiento en 1989 de la "Comisión 500 años de resistencia", que en 1990 adoptó el nombre de Consejo de Todas las Tierras.

## Antecedentes

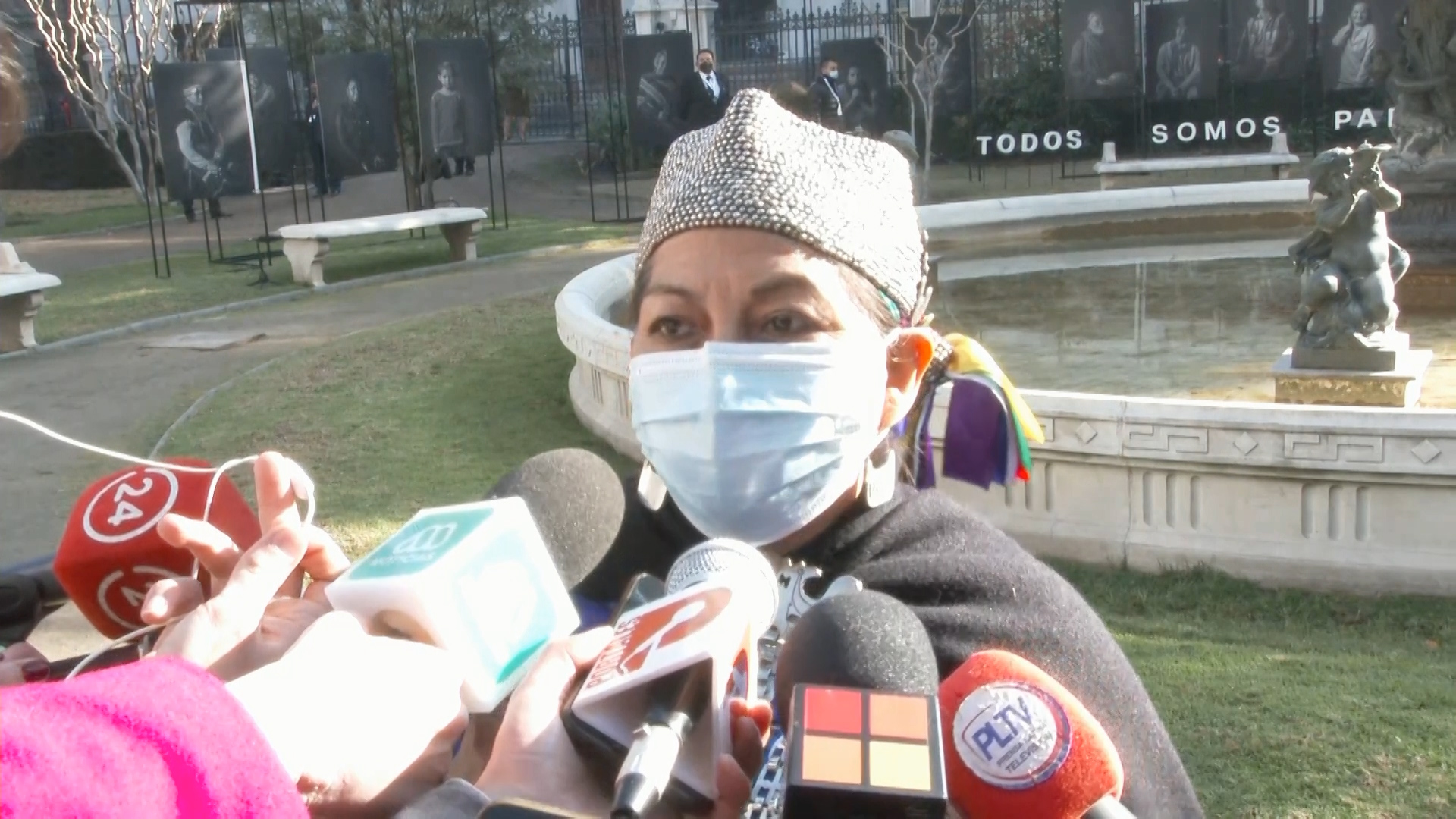
Elisa Loncón, integrante juvenil de Ad-Mapu y luego presidenta de la Convención Constitucional de Chile.

Al igual que otros espacios de representación social, el golpe de Estado de septiembre de 1973 conllevó la disolución de la mayor parte de las organizaciones mapuches. De esta forma, tanto los espacios vinculados a la izquierda, como la Confederación Campesina e Indígena Ranquil, como los de base étnica, como la Confederación Nacional de Asociaciones Mapuches, detuvieron sus actividades a partir de este momento, dado el contexto represivo de la época.
En los años finales de la década de 1970 la dictadura militar inició el estudio de un nuevo proyecto de subdivisión de propiedades comunitarias, de forma de permitir la libre transacción de estas propiedades en el marco del modelo económico de libre mercado que se implmentaba en Chile en este periodo. Frente a esta iniciativa surgieron voces críticas desde el mundo mapuche, las que recibieron el apoyo del Obispado de Temuco, que a través de la Fundación Instituto Indígena, patrocinó la creación de los Centros Culturales Mapuches (CCM). Estos espacios se fundaron oficialmente en una reunión el 12 de septiembre de 1978, a la que asistieron 115 representantes de 90 comunidades de las regiones de La Araucanía y Biobío.
Estos centros se conformaron bajo una forma organizacional tolerada por el régimen, y buscaron en un inicio desarrollar una oposición de índole cultural que pudiese incidir en el desarrollo de la reforma en discusión. Por otro lado, se levantaron como espacios autónomos frente al Consejo Regional y los Consejos Comunales Mapuches, que habían sido fundados un año antes, pero que eran dependientes de la Intendencia de La Araucanía. Entre los primeros líderes de los CCM se encontraban Mario Curihuentru, José Luis Huilcamán, Melillán Painemal e Isolde Reuque.

## Historia

### En dictadura

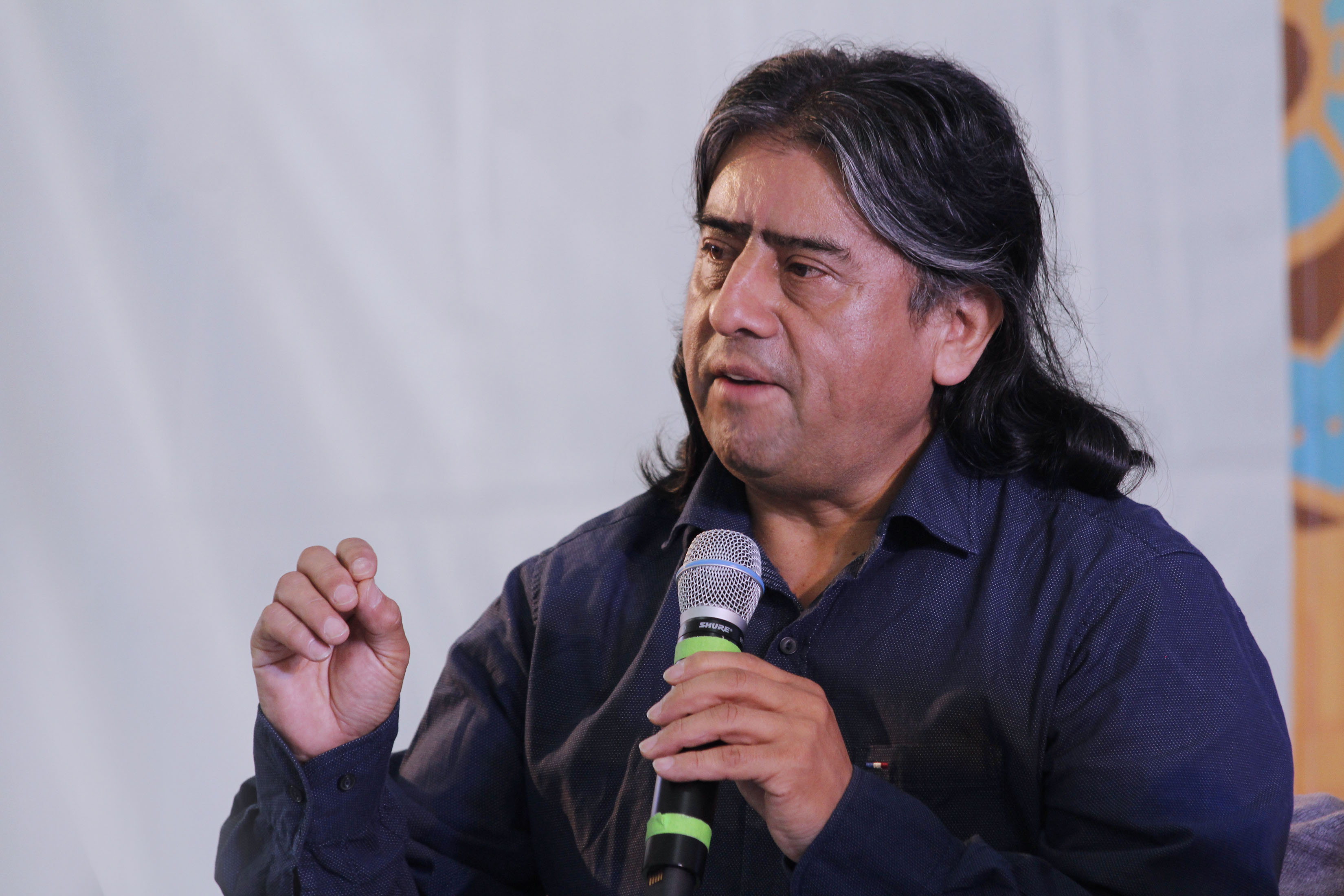
Auicán Huilcamán, dirigente juvenil de Ad-Mapu y luego fundador del Consejo de Todas las Tierras.

Los CCM lograron reactivar la organización autónoma de las comunidades mapuches, pero no tuvieron éxito en incidir en el contenido del DL N°2.568 de 1979. En este contexto, en 1980 los CCM se unifican como Asociación Gremial de Pequeños Agricultores y Artesanos Mapuches Ad Mapu, dando inicio a un proceso de discusión con respecto a los objetivos futuros de la organización mapuche, incluyendo su posicionamiento con respecto a la dictadura militar. Durante este periodo Ad Mapu organizó además un grupo político-teatral de conscientización de la cultura mapuche, que con el tiempo desarrolla una identidad propia. Su nombre procede de admapu, "la costumbre del territorio", el nombre que se le da al conjunto de normas tradicionales que rigen la vida en la sociedad mapuche.
La conformación de Ad Mapu llevó, a partir de 1981, al reingreso de los partidos políticos al espacio mapuche, permitiendo que militantes de distintos sectores de centro e izquierda vuelvan a tener presencia en él, de manera similar a como había ocurrido durante la década de 1960. En este contexto, en diciembre de 1983 el liderazgo de la organización recae en José Santos Millao, perteneciente al Partido Comunista, dando inicio a un periodo de predominio de las organizaciones de izquierda en Ad Mapu. Este proceso lleva a que el Obispado de Temuco le retire su apoyo a la organización, y a que parte del grupo fundante se retire y retome la iniciativa de los Centros Culturales Mapuches. Asimismo, en paralelo a Ad Mapu se crea la organización Pehuén Mapu, vinculada al Partido Demócrata Cristiano y otros grupos moderados. Bajo este influjo ideológico, en 1984 plantean la demanda por la autodeterminación del pueblo mapuche, idea que luego será recogida por parte importante de las organizaciones políticas mapuches de las décadas siguientes.
En los años finales de la dictadura Ad Mapu se integró a la Coordinadora Unitaria Mapuche, llamó a votar No en el plebiscito de 1988, participó del Acuerdo de Nueva Imperial de 1989 y, en general, apoyó el proceso de transición a la democracia, acercándose coyunturalmente a la Concertación de Partidos por la Democracia y distanciandose del Partido Comunista. Sin embargo, la vinculación institucional de la organización llevó a que diversos grupos críticos de este proceso se auto-marginen. En particular, en 1989 el grupo teatral se desligó de Ad-Mapu para conformar la "Comisión 500 años de resistencia", que en 1990 bajo el liderazgo de Aucán Huilcamán adoptó el nombre de Consejo de Todas las Tierras.

### En democracia
La organización participó durante el gobierno de Patricio Aylwin de la formulación de la  Ley N°19.253 (Ley Indígena) de 1993, y luego de su promulgación dejó de utilizar la figura de Asociación Gremial, y se reformuló como una Asociación de Comunidades Indígenas. Parte de sus antiguos liderazgos se incorporaron a los equipos de la recién creada Corporación Nacional de Desarrollo Indígena (CONADI), y por algunos años se mantuvo como una organización moderada, según los términos del Acuerdo de Nueva Imperial. Sin embargo, la aprobación de la central hidroeléctrica Ralco en 1997, así como el descabezamiento de CONADI por parte del gobierno de Eduardo Frei Ruiz Tagle, llevaron a una ruptura de relaciones con la Concertación y a su posterior radicalización.
Al año 2021 Ad-Mapu continúa existiendo bajo el liderazgo de la werkén Ana Llao.